# Scandinavisch (schaakopening)
De Scandinavische opening is een schaakopening die gekenmerkt wordt door de beginzetten 1.e4 d5 waarna bijna altijd 2.exd5 of 2.Pf3 wordt gespeeld. Het Scandinavisch is ingedeeld bij de halfopen spelen en valt onder ECO-code B01.
De hoofdvariant van het Scandinavisch (1.e4 d5 2.exd5 Dxd5 3.Pc3 Da5) druist in tegen de Gouden regels in de schaakopening: de zwarte dame komt vroeg in het spel en zwart loopt een ontwikkelingsachterstand op. Toch kan zwart met 4.d4 c6 naar een gunstige versie van de Caro-Kann overgaan en deze variant geldt daardoor als bevredigend voor zwart. Vooral Bent Larsen heeft daar propaganda voor gevoerd.
| Scandinavisch          | 1.e4 d5 (zie diagram)                                          |
| Tennisongambiet        | 1.e4 d5 2.Pf3                                                  |
| Wadevariant            | 1.e4 d5 2.ed5 Dd5 3.Pc3                                        |
| Miesesgambiet          | 1.e4 d5 2.ed5 Dd5 3.Pc3 Da5 4.b4                               |
| Anderssenvariant       | 1.e4 d5 2.ed5 Dd5 3.Pc3 Da5 4.d4 e5                            |
| orthodox               | 1.e4 d5 2.ed5 Dd5 3.Pc3 Da5 4.d4 e5 5.dxe5 Lb4 6.Ld2 Pc6 7.Pf3 |
| Göteborgsysteem        | 1.e4 d5 2.ed5 Dd5 3.Pc3 Da5 4.d4 e5 5.Pf3                      |
| Collijnvariant         | 1.e4 d5 2.ed5 Dd5 3.Pc3 Da5 4.d4 e5 5.Pf3 Lg4                  |
| Grünfeld               | 1.e4 d5 2.ed5 Dd5 3.Pc3 Da5 4.d4 Pf6 5.Pf3 Lf5 6.Pe5 c6 7.g4   |
| Laskervariant          | 1.e4 d5 2.ed5 Dd5 3.Pc3 Da5 4.d4 Pf6 5.Pf3 Lg4 6.h3            |
| Larsenvariant          | 1. e4 d5 2. exd5 Dxd5 3. Pc3 Da5 4. d4 c6                      |
| Gubnitsky-Pytelvariant | 1.e4 d5 2.ed5 Dd5 3.Pc3 Dd6                                    |
| Richtervariant         | 1.e4 d5 2.ed5 Pf6 3.d4 g6                                      |
| Marshallgambiet        | 1.e4 d5 2.ed5 Pf6 3.d4 Pd5                                     |
| Kielvariant            | 1.e4 d5 2.ed5 Pf6 3.d4 Pd5 4.c4 Pb4                            |
| IJslandgambiet         | 1.e4 d5 2.ed5 Pf6 3.c4 e6                                      |
| Scandinavisch gambiet  | 1.e4 d5 2.ed5 Pf6 3.c4 c6                                      |
|                        | 1. e4 d5 2. exd5 Pf6 3. Lb5+ Ld7 4. Lc4                        |

## Blackmar-Diemergambiet
Wit kan ook kiezen voor het Blackmar-Diemergambiet.

1. e4 d5 2.d4! dxe4 3. Pc3 Pf6 4. f3